# Frederiksberg
För andra betydelser, se Fredriksberg (olika betydelser).

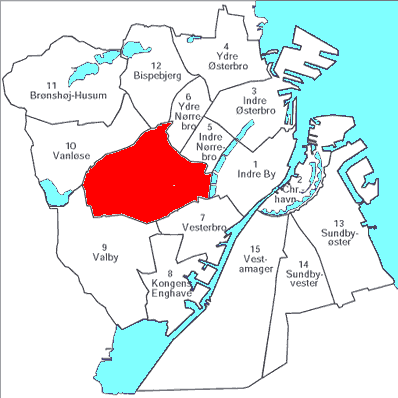
Frederiksbergs placering, innesluten i Köpenhamns kommun.

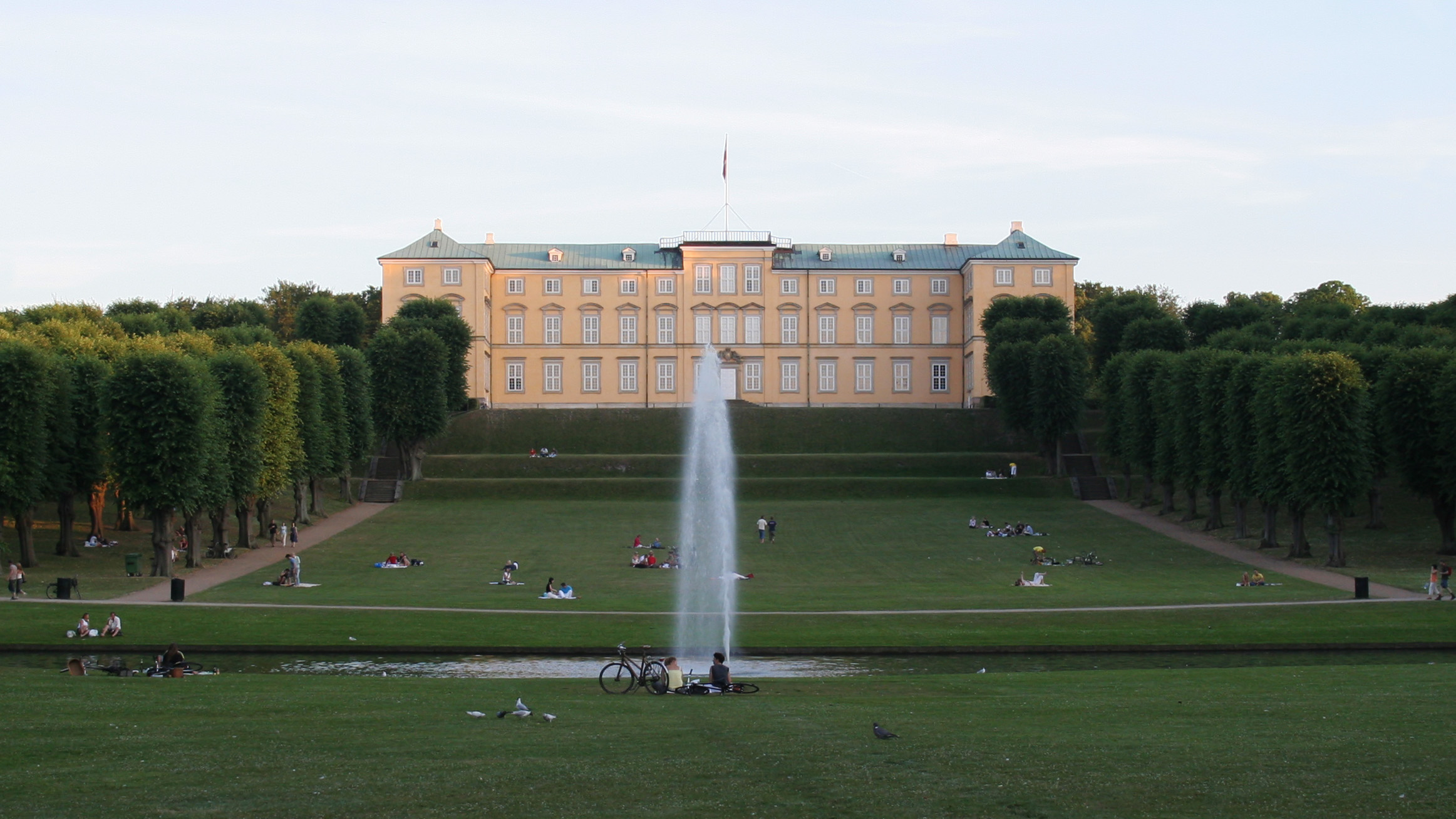
Frederiksbergs slott.

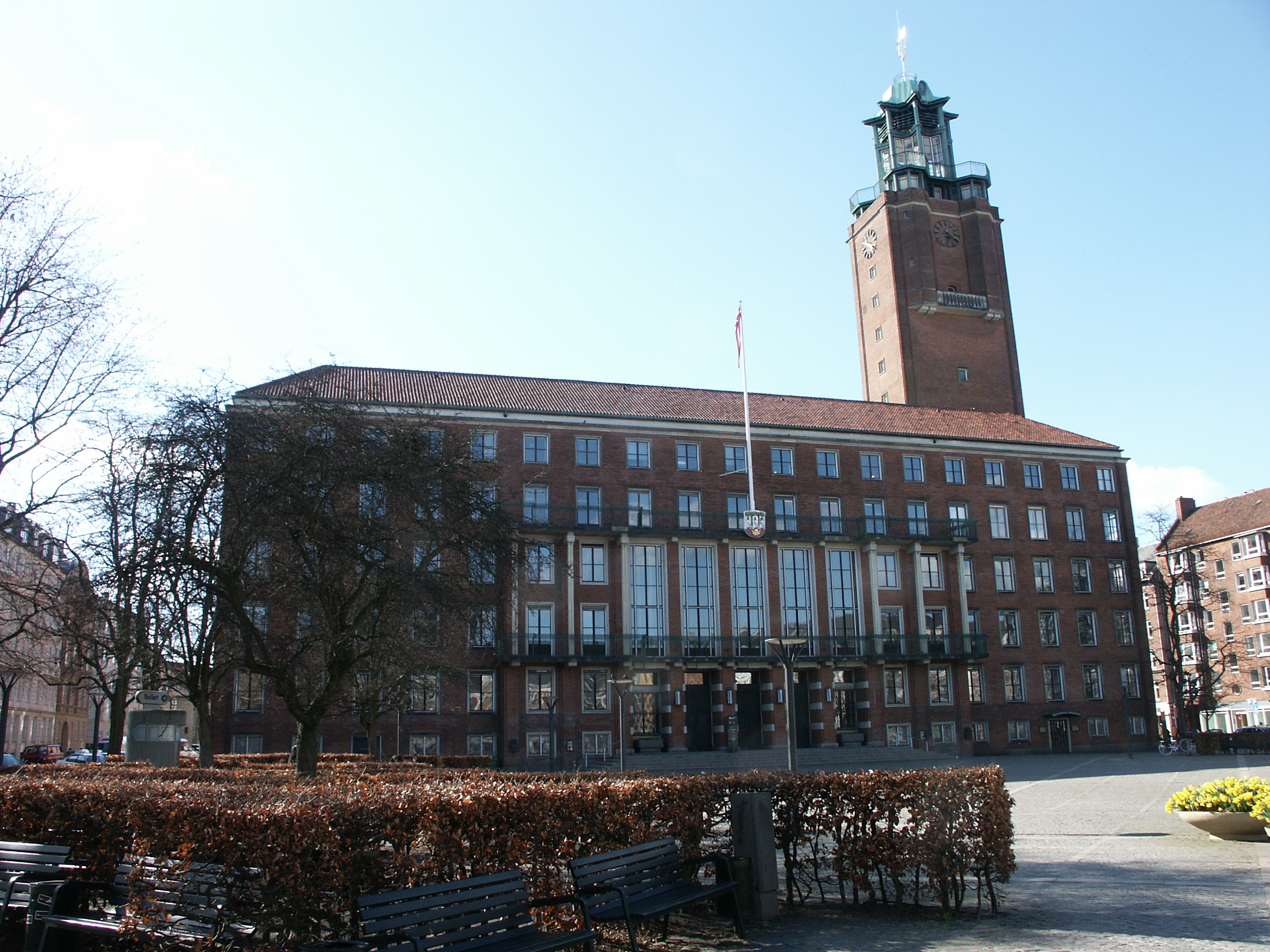
Frederiksbergs rådhus.

Frederiksberg är en stadsdel i Köpenhamn som samtidigt är en fristående kommun, Frederiksbergs kommun, inom Region Hovedstaden. Denna blott 8,77 km² stora kommun med 105 037 invånare (1 jan 2017)
är sedan 1901 helt omsluten av Köpenhamns kommun och kvartersbebyggda innerstad. Den är Nordens mest tätbefolkade kommun med nära 12 000 invånare per kvadratkilometer.
Enklaven uppkom år 1901, när Valby och Brønshøj inkorporerades i dåvarande Köpenhamns stad.
Frederiksberg har mycket äldre anor än "brokvarteren" Østerbro, Nørrebro och Vesterbro, som byggdes upp under 1800-talets senare hälft, och har länge åtnjutit en särstatus i dansk administration. Vid kommunreformen 2007 förändrades inte Frederiksbergs kommungräns, men ställningen som eget amt upphörde. Köpenhamn, som varit hårt drabbat av sociala problem, hade varit i stort behov av skatteintäkterna från det rikare Frederiksberg med relativt många hög- och medelinkomsttagare och därför under lång tid haft en av de lägsta kommunala skattesatserna i Danmark. 
Bebyggelsen är till större del av innerstadskaraktär. Här finns även Danmarks högsta, och Nordens fjärde högsta, bostadshus, det 102 meter höga Domus Vista. Även Köpenhamns klassiska cykelvelodrom Forum ligger i kommunen. Frederiksberg åtskiljs delvis mot Nørrebro genom en sexfilig motorvägsliknande vägsträcka som är byggd på pelare, den så kallade Bispeengbuen. Merparten av Copenhagen Business Schools verksamhet är förlagd till Frederiksberg.
Frederiksbergs historia går tillbaka till 2 juni 1651, när Fredrik III gav 20 amagerbönder med holländska rötter rätt att bosätta sig i ett område som kom att heta "Ny Hollænderby" (vid nuvarande Allégade i Frederiksberg). År 1700-1703 uppförde Fredrik IV slottet Frederiksberg Slot på det som numera heter Frederiksberg Bakke. Palatset var inspirerat av kungens resor i Frankrike och Italien. Han gav slottet namnet Friederichs Berg, och byn vid slottsbackens fot kom att heta Frederiksberg.
I Frederiksberg ligger även Köpenhamns zoo med djur från hela världen. Ett annat omtyckt besöksmål är Frederiksberg Have, en engelskinspirerad park i romantisk stil med mer än 300 år gamla anor. Omedelbart söder om denna park ligger den avsevärt mer skogsliknande parken Søndermarken.
Frederiksberg hade förr egen järnvägsstation, som dock saknade direkt förbindelse med Köpenhamn. Av de stationer som idag ingår i Köpenhamns metro, ligger stationerna Forum, Frederiksberg, Fasanvej (tidigare kallad Solbjerg) och Lindevang i Frederiksberg, medan Flintholm station, som även betjänar två korsande S-tågsbanor, ligger på gränsen mellan de två kommunerna. Detsamma gäller Fuglebakkens S-tågsstation, medan S-tågsstationen Peder Bangs Vej ligger inom Frederiksberg. Tidigare fanns S-tågssträckan Hellerup - Vanløse - Frederiksberg, som slutade vid Frederiksbergs dåvarande station. Ville man därifrån vidare mot Köpenhamns centrum var man tvungen att byta till buss (alternativt byta till annan tåglinje i Vanløse eller Hellerup).